# Muzeum Wsi w Narwi
Muzeum Wsi w Narwi – prywatne muzeum z siedzibą we wsi Narew (powiat hajnowski). Właścicielem placówki jest Marian Święcki, a zbiory znajdują się w jego prywatnym domu.
W ramach ekspozycji prezentowana jest wystawa etnograficzna, na którą składają się dawne przedmioty codziennego użytku oraz narzędzia rolnicze i gospodarskie. W zbiorach znajduje się m.in. kompletny warsztat tkacki, trak do cięcia drewna, pompa strażacka z połowy XIX wieku oraz pojazdy (wóz, sanie). Ponadto prezentowane są fotografie, przedstawiające wieś oraz jej okolice, a także sztuka ludowa (rzeźby).
Zwiedzanie muzeum jest możliwe po uprzednim uzgodnieniu. Wstęp jest wolny.

## Zbiory muzeum

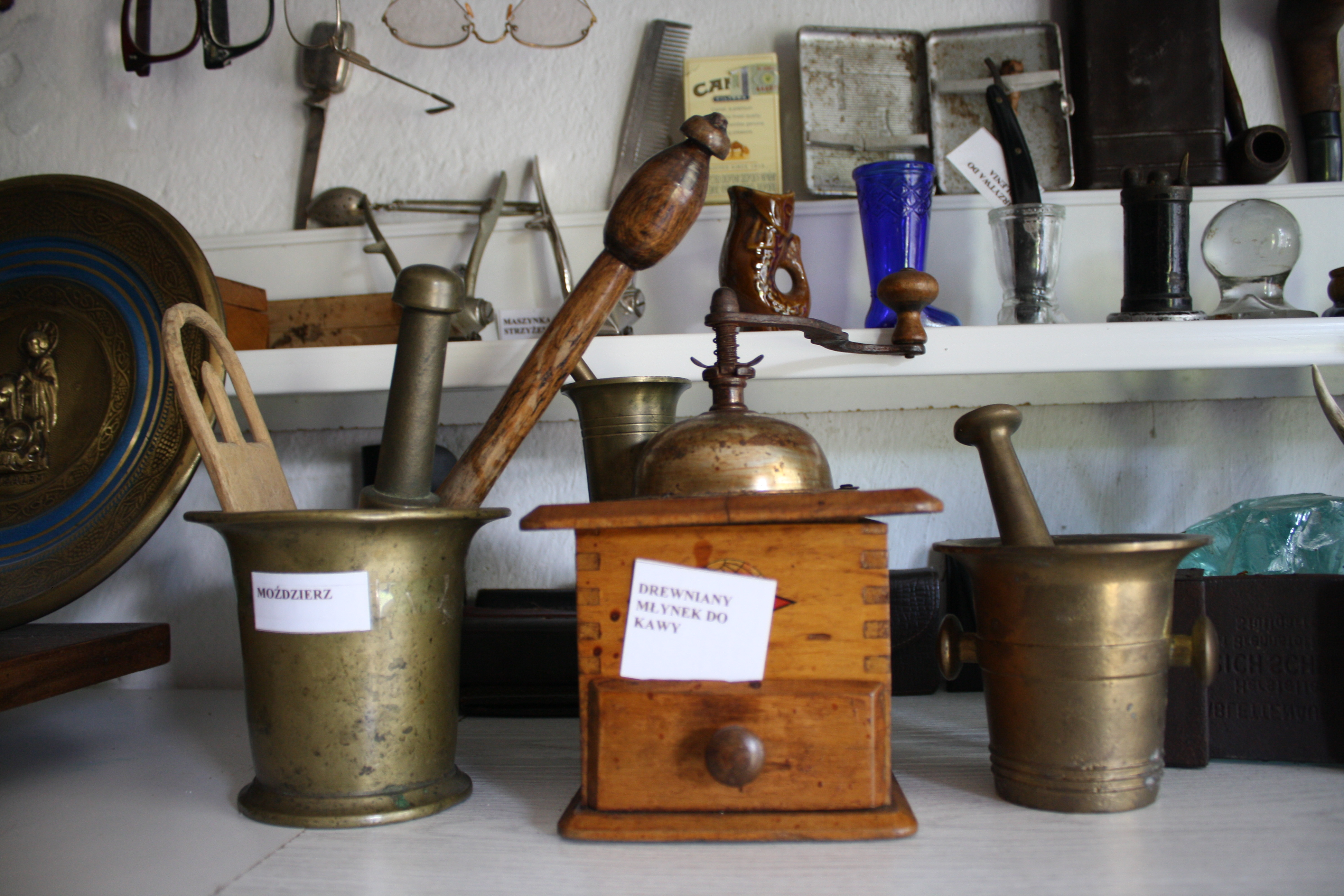
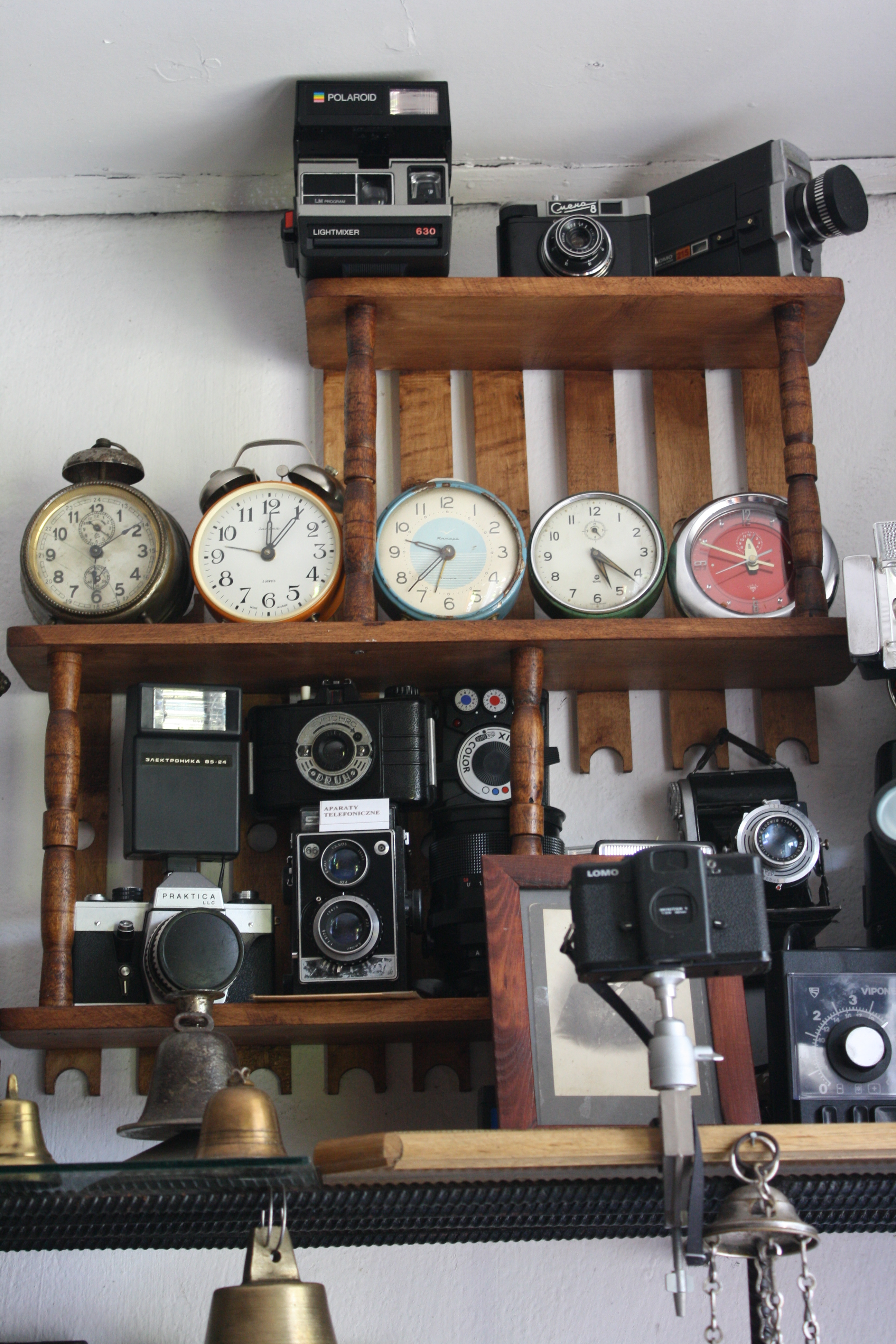
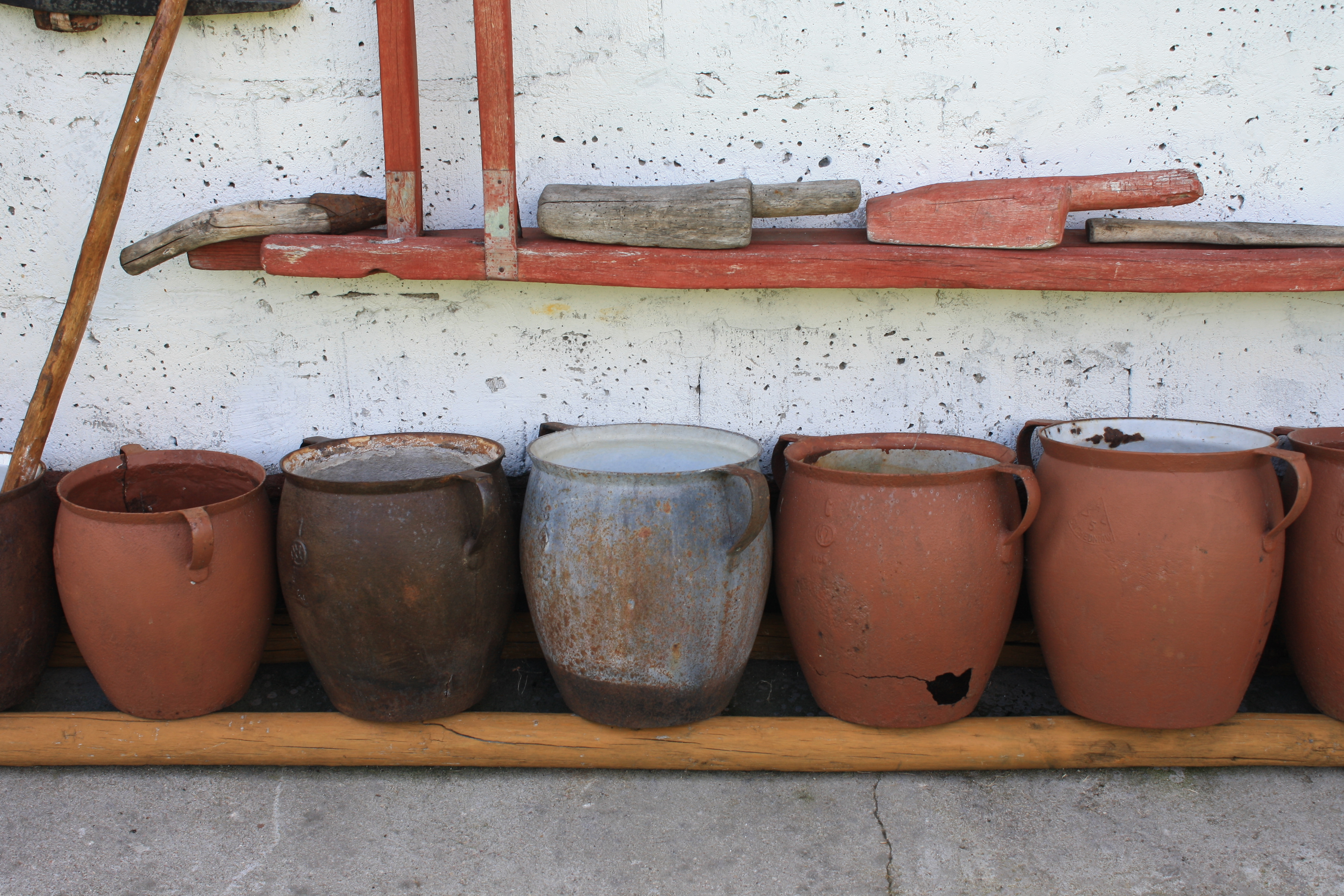